# Ericoideae
Ericoideae, biljna potporodica, dio porodice vrjesovki. Sastoji se od pet tribusa. Po glavnim rodovima imenovani su i tribusi, to su: crnjuša ili vrijesak (Erica); mahunica (Empetrum); plavi vrijes ili plava heljda (Phyllodoce); pjenišnik ili sleč (Rhododendron) i briantus (Bryanthus). 

## Tribusi
1. Bryantheae E.L.Gillespie & Kron
2. Empetreae D.Don
3. Ericeae DC. ex Duby
4. Phyllodoceae Drude
5. Rhodoreae DC. ex Duby

## Sinonimi
- Rhodoraceae Vent.
- Ledaceae J.F.Gmel.
- Azaleaceae Vest
- Empetraceae Hook. & Lindl.
- Rhododendroideae Sweet
- Menziesiaceae Klotzsch
- Diplarchaceae Klotzsch
- Salaxidaceae J. Agardh